# 薩瓦納德拉馬爾
19°4′12″N 69°23′24″W / 19.07000°N 69.39000°W
薩瓦納德拉馬爾（西班牙語：Sabana de la Mar），是多明尼加共和國的城鎮，位於該國東北部，由阿托馬約省負責管轄，面積508.52平方公里，海拔高度3米，2012年人口10,582，人口密度每平方公里21人。